# Tentativa de golpe de Estado em São Tomé e Príncipe em 2022
A tentativa de golpe de Estado em São Tomé e Príncipe em 2022 foi uma tentativa de golpe de Estado que teria ocorrido na nação insular de São Tomé e Príncipe durante a noite de 24 a 25 de novembro de 2022. Em uma coletiva de imprensa realizada em 25 de novembro, o primeiro-ministro da nação, Patrice Trovoada, disse que o quartel-general das forças armadas do país foi atacado por quatro homens, incluindo Delfim Neves, presidente da Assembleia Nacional cessante, e um militar que havia tentado um golpe anterior. A tentativa de golpe foi frustrada pelo governo, e seus perpetradores foram descritos como presos.